# 马里兰州州徽
馬里蘭州大徽章（英語：Great Seal of the State of Maryland）是美國馬里蘭州政府的官方標誌。它的正式作用是對馬里蘭州議會（州立法機關）的法案進行認證，但在大多數州建築物中也用於展示目的。儘管在歷史上，马里兰州州徽在設計已多次更改，但當前的州徽還保留著原始徽章的反面。
马里兰州州徽由兩面組成，即反面和正面。在官方情況下，僅使用反面。